# Sylvibracon caudatus
Sylvibracon caudatus är en stekelart som först beskrevs av Szepligeti 1914.  Sylvibracon caudatus ingår i släktet Sylvibracon och familjen bracksteklar. Inga underarter finns listade i Catalogue of Life.